# Bad Endbach
Bad Endbach è un comune tedesco di 7 950 abitanti situato nel land dell'Assia.